# وندایی (ارومیه)
وندایی، روستایی است از توابع بخش مرکزی شهرستان ارومیه استان آذربایجان غربی ایران.

## جمعیت
این روستا در دهستان باراندوزچای شمالی قرار داشته و بر اساس سرشماری سال ۱۳۸۵ جمعیّت آن ۲۲۰ نفر (۵۰ خانوار)
بوده است.